# Huchette
Pour les articles homonymes, voir Huchette (homonymie).

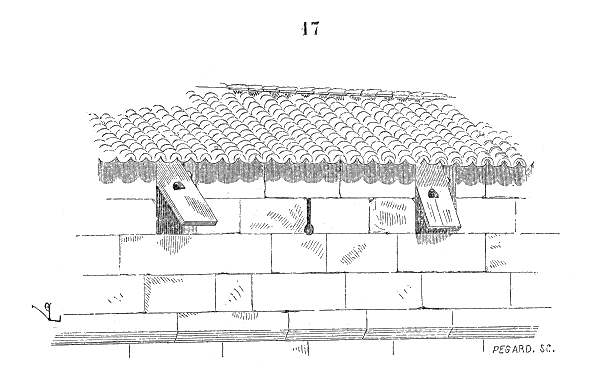
Château de Nuremberg : créneaux fermés par des huchettes.

Dans des fortifications, une huchette est un volet pivotant sur un axe horizontal obturant une meurtrière ou un créneau.

## Historique
À l'inverse du mantelet, la huchette est généralement placée à l'extérieur de l'ouvrage. Il suffit de pousser le volet pour démasquer l'ouverture. Après le tir et le retrait de l'arme, il retombe pour refermer l'ouverture.